# Rusfors kraftstation
Rusfors kraftstation är belägen i Umeälven cirka 25 kilometer uppströms Lycksele. Där utnyttjas ungefär 13 m av de 39 m fallhöjd, som Vattenfall äger i Umeälven nedströms Storuman. Resterande 26 meter utnyttjas i Tuggens kraftstation.